# Acritus prosternalis
Acritus prosternalis är en skalbaggsart som först beskrevs av Deane 1932.  Acritus prosternalis ingår i släktet Acritus och familjen stumpbaggar. Inga underarter finns listade i Catalogue of Life.